# 每個人的競馬
每個人的競馬（日语：みんなのKEIBA）是一个由富士電視台播放的著名日本赛马节目，每周日下午3点到4点在東日本、北日本和沖繩縣的富士電視網加盟局播放。節目主要對在關東舉行的賽馬賽事進行現場直播，並配上旁白對賽事進行評述。

## 概要
節目在2008年1月6日到2009年12月27日期間播放。